# Rosinjača (2011.)
Rosinjača hrvatski je dokumentarni film iz 2011. godine. Govori o maloj postrojbi HV-a u bitci za obranu grada Osijeka 1991., bitci na Rosinjači. Prvi profesionalni dokumentarni film o ratnom Osijeku snimljen u produkciji HRT-a.

## Radnja
Bitka je bila jednom od ključnih za obranu grada Osijeka. Mala postrojba na položaju u šumi Rosinjači iznijela je tešku bitku 5. prosinca 1991. godine. Pedesetak pripadnika 106. brigade puna su tri sata odolijevali napadima brojčano i tehnički nadmoćnijeg velikosrpskog osvajača. Poginulo je za domovinu 16 hrabrih hrvatskih branitelja iz Osijeka, koji su odlučili čuvati položaje da bi stovrili vrijeme neophodno za konsolidiranje ostalih snaga obrane. Bili su svjesni da ostati držati položaj znači da će se malo tko vratiti živ. Svi su poginuli, a tijela su im ostala u šumi. Suborci su organizirali akciju izvlačenja poginulih. Akcija je bila tjedan poslije. U noći 13. prosinca dvadesetak boraca i jedan snimatelj pošli su u akciju. Do tijela jednog od poginulih nije bilo moguće lako doći zbog mina.

## Tehničke pojedinosti
Glavni inicijator filma je predsjednik UHDDR-a sveti rok, Zlatko Bebek. U stvaranju dokumentarca sudjelovai su stvarni sudionici akcije, njih desetak. U toj skupini su i general Mladen Mikolčević i sin poginulog Mihajla Pelegrina Goran. Film sadrži rekonstrukcije akcije izmiješano sa stvarnim snimkama izvlačenja tijela iz neprijateljskog okružja. Izvlačenje je snimio Mario Romulić.
Redatelj je Tomislav Mršić. Snimatelji su Tvrtko Mršić i Mario Romulić, koji je snimio građu s Rosinjače. Montažer je Hrvoje Mršić. Tonski snimatelj Mladen Šiklić, rasvjetljivač Vlado Pavlović. Arhivisti pretraživači Ivana Stipetić i Zrinka Domes. Producent Živko Budanko. Urednik emisije Branko Schmidt. Redakcija Dokumentarnog programa HRT: producent Miroslav Rezić, urednik Ninoslav Lovčević, odgovorna producentica Sanja Ivančin. V.d. urednika Obrazovnog programa Mario Raguž.

## Vanjske poveznice
- YouTube Rosinjača